# Bahnstrecke Ruffec–Roumazières-Loubert
| Viadukt in Sainte Claude, Dezember 2020. |                      |                                                                     |                                                                     |
| Streckennummer (SNCF): | 609 000              |                                                                     |                                                                     |
| Kursbuchstrecke: | 131 (Sud-ouest)      |                                                                     |                                                                     |
| Streckenlänge: | 45,1 km              |                                                                     |                                                                     |
| Spurweite: | 1435 mm (Normalspur) |                                                                     |                                                                     |
| Maximale Neigung: | 17 ‰                 |                                                                     |                                                                     |
| |                      |                                                                     |                                                                     |
| \| \| \| Beginn der Kilometrierung: Paris-Austerlitz \| \| \| \| \| \| \| \| \| \| Bahnstrecke Paris–Bordeaux von Paris-Austerlitz \| \| \| \| 402,1 \| Ruffec \| 108 m \| \| \| \| \| \| \| \| 402,9 \| Bahnstrecke Aiffres–Ruffec nach Aiffres \| Bahnstrecke Aiffres–Ruffec nach Aiffres \| \| \| ~403,4 \| Bahnstrecke Paris–Bordeaux nach Bordeaux-St-J. \| Bahnstrecke Paris–Bordeaux nach Bordeaux-St-J. \| \| \| ~403,4 \| D 740 (ehem. N 740) \| D 740 (ehem. N 740) \| \| \| 404,2 \| D 736 (ehem. N 736) \| D 736 (ehem. N 736) \| \| \| \| N 10 \| \| \| \| ~405,8 \| Route de Bordeaux (ehem. N 10) \| Route de Bordeaux (ehem. N 10) \| \| \| ~408,8 \| Verteuil-sur-Charente \| Verteuil-sur-Charente \| \| \| ~410,6 \| Charente (Viaduc de Verteuil) \| Charente (Viaduc de Verteuil) \| \| \| ~413,6 \| Pougné-Saint-Georges \| Pougné-Saint-Georges \| \| \| 417,8 \| Argentor \| Argentor \| \| \| ~418,6 \| Nanteuil-en-Vallée \| Nanteuil-en-Vallée \| \| \| \| Argentor (2×) \| \| \| \| ~421,4 \| Saint-Gervais \| Saint-Gervais \| \| \| ~421,7 \| Argentor \| Argentor \| \| \| ~423,8 \| Argentor (Viaduc de Moulin-Robin) \| Argentor (Viaduc de Moulin-Robin) \| \| \| ~424,1 \| D 740 (ehem. N 740) \| D 740 (ehem. N 740) \| \| \| \| CFEC (1 m) von Confolens \| \| \| \| ~425,2 \| Champagne-Mouton \| Champagne-Mouton \| \| \| \| Bahnstrecke Angoulême-Ville–Confolens (CFEC) n. Angoulême \| \| \| \| ~428,8 \| Le Vieux-Cérier \| Le Vieux-Cérier \| \| \| ~432,4 \| Saint-Laurent-de-Céris \| Saint-Laurent-de-Céris \| \| \| ~435,1 \| Sonnette (Viaduc de Grand-Madieu) \| Sonnette (Viaduc de Grand-Madieu) \| \| \| ~437,8 \| Saint-Claud-sur-le-Son \| Saint-Claud-sur-le-Son \| \| \| ~438,6 \| Route de Confolens (D 951, ehem. N 151) \| Route de Confolens (D 951, ehem. N 151) \| \| \| ~441,5 \| Nieuil (Charente) \| Nieuil (Charente) \| \| \| \| Son \| \| \| \| ~445,9 \| Bahnstrecke Limoges-Bénédictins–Angoulême von Angoulême \| Bahnstrecke Limoges-Bénédictins–Angoulême von Angoulême \| \| \| \| \| \| \| \| \| Bahnstrecke Angoulême–Roumazières-Loubert (CFEC, 1 m) von Angoulême \| \| \| \| \| \| \| \| \| ~447,7 467,3 \| Roumazières-Loubert \| 209 m \| \| \| \| Bahnstrecke Limoges-Bénédictins–Angoulême nach Limoges-B. \| \| \| \| \| Bahnstrecke Roumazières-Loubert–Vigeant nach Le Vigeant \| \| |                      |                                                                     |                                                                     |
| |                      | Beginn der Kilometrierung: Paris-Austerlitz                         |                                                                     |
| |                      |                                                                     |                                                                     |
| |                      | Bahnstrecke Paris–Bordeaux von Paris-Austerlitz                     |                                                                     |
| Bahnhof | 402,1                | Ruffec                                                              | 108 m                                                               |
| |                      |                                                                     |                                                                     |
| Strecke quer · Abzweig geradeaus und nach rechts | 402,9                | Bahnstrecke Aiffres–Ruffec nach Aiffres                             | Bahnstrecke Aiffres–Ruffec nach Aiffres                             |
| Strecke quer | ~403,4               | Bahnstrecke Paris–Bordeaux nach Bordeaux-St-J.                      | Bahnstrecke Paris–Bordeaux nach Bordeaux-St-J.                      |
| Strecke mit Straßenbrücke (Strecke außer Betrieb) | ~403,4               | D 740 (ehem. N 740)                                                 | D 740 (ehem. N 740)                                                 |
| Bahnübergang (Strecke außer Betrieb) | 404,2                | D 736 (ehem. N 736)                                                 | D 736 (ehem. N 736)                                                 |
| |                      | N 10                                                                |                                                                     |
| Bahnübergang (Strecke außer Betrieb) | ~405,8               | Route de Bordeaux (ehem. N 10)                                      | Route de Bordeaux (ehem. N 10)                                      |
| Bahnhof (Strecke außer Betrieb) | ~408,8               | Verteuil-sur-Charente                                               | Verteuil-sur-Charente                                               |
| Brücke über Wasserlauf (Strecke außer Betrieb) | ~410,6               | Charente (Viaduc de Verteuil)                                       | Charente (Viaduc de Verteuil)                                       |
| Haltepunkt / Haltestelle (Strecke außer Betrieb) | ~413,6               | Pougné-Saint-Georges                                                | Pougné-Saint-Georges                                                |
| Brücke über Wasserlauf (Strecke außer Betrieb) | 417,8                | Argentor                                                            | Argentor                                                            |
| Bahnhof (Strecke außer Betrieb) | ~418,6               | Nanteuil-en-Vallée                                                  | Nanteuil-en-Vallée                                                  |
| Brücke über Wasserlauf (Strecke außer Betrieb) |                      | Argentor (2×)                                                       | Argentor (2×)                                                       |
| Haltepunkt / Haltestelle (Strecke außer Betrieb) | ~421,4               | Saint-Gervais                                                       | Saint-Gervais                                                       |
| Brücke über Wasserlauf (Strecke außer Betrieb) | ~421,7               | Argentor                                                            | Argentor                                                            |
| Brücke über Wasserlauf (Strecke außer Betrieb) | ~423,8               | Argentor (Viaduc de Moulin-Robin)                                   | Argentor (Viaduc de Moulin-Robin)                                   |
| Bahnübergang (Strecke außer Betrieb) | ~424,1               | D 740 (ehem. N 740)                                                 | D 740 (ehem. N 740)                                                 |
| Strecke · U-Bahn-Strecke von links (außer Betrieb) |                      | CFEC (1 m) von Confolens                                            | CFEC (1 m) von Confolens                                            |
| Bahnhof (Strecke außer Betrieb) · U-Bahn-Bahnhof | ~425,2               | Champagne-Mouton                                                    | Champagne-Mouton                                                    |
| U-Bahn-Strecke quer · Kreuzung geradeaus unten · U-Bahn-Strecke nach rechts (außer Betrieb) |                      | Bahnstrecke Angoulême-Ville–Confolens (CFEC) n. Angoulême           | Bahnstrecke Angoulême-Ville–Confolens (CFEC) n. Angoulême           |
| Haltepunkt / Haltestelle (Strecke außer Betrieb) | ~428,8               | Le Vieux-Cérier                                                     | Le Vieux-Cérier                                                     |
| Bahnhof (Strecke außer Betrieb) | ~432,4               | Saint-Laurent-de-Céris                                              | Saint-Laurent-de-Céris                                              |
| Brücke über Wasserlauf (Strecke außer Betrieb) | ~435,1               | Sonnette (Viaduc de Grand-Madieu)                                   | Sonnette (Viaduc de Grand-Madieu)                                   |
| Bahnhof (Strecke außer Betrieb) | ~437,8               | Saint-Claud-sur-le-Son                                              | Saint-Claud-sur-le-Son                                              |
| Bahnübergang (Strecke außer Betrieb) | ~438,6               | Route de Confolens (D 951, ehem. N 151)                             | Route de Confolens (D 951, ehem. N 151)                             |
| Haltepunkt / Haltestelle (Strecke außer Betrieb) | ~441,5               | Nieuil (Charente)                                                   | Nieuil (Charente)                                                   |
| Brücke über Wasserlauf (Strecke außer Betrieb) |                      | Son                                                                 | Son                                                                 |
| Abzweig geradeaus und von rechts (Strecke außer Betrieb) | ~445,9               | Bahnstrecke Limoges-Bénédictins–Angoulême von Angoulême             | Bahnstrecke Limoges-Bénédictins–Angoulême von Angoulême             |
| |                      |                                                                     |                                                                     |
| U-Bahn-Strecke von rechts (außer Betrieb) · Strecke |                      | Bahnstrecke Angoulême–Roumazières-Loubert (CFEC, 1 m) von Angoulême | Bahnstrecke Angoulême–Roumazières-Loubert (CFEC, 1 m) von Angoulême |
| |                      |                                                                     |                                                                     |
| U-Bahn-Kopfbahnhof Streckenende · Bahnhof (Strecke außer Betrieb) | ~447,7 467,3         | Roumazières-Loubert                                                 | 209 m                                                               |
| Abzweig geradeaus und nach rechts (Strecke außer Betrieb) |                      | Bahnstrecke Limoges-Bénédictins–Angoulême nach Limoges-B.           | Bahnstrecke Limoges-Bénédictins–Angoulême nach Limoges-B.           |
| |                      | Bahnstrecke Roumazières-Loubert–Vigeant nach Le Vigeant             |                                                                     |

Die Bahnstrecke Ruffec–Roumazières-Loubert war eine 45 km lange Eisenbahnstrecke im französischen Département Charente, die seit 1901 die Bahnstrecke Chartres–Bordeaux im Nordwesten mit der Bahnstrecke Limoges-Bénédictins–Angoulême verband. Der Personenverkehr wurde 1938 eingestellt und seit 1951 wurde auch kein Güterverkehr mehr erbracht. Die Kilometrierung beginnt im Bahnhof Paris-Austerlitz.

## Geschichte

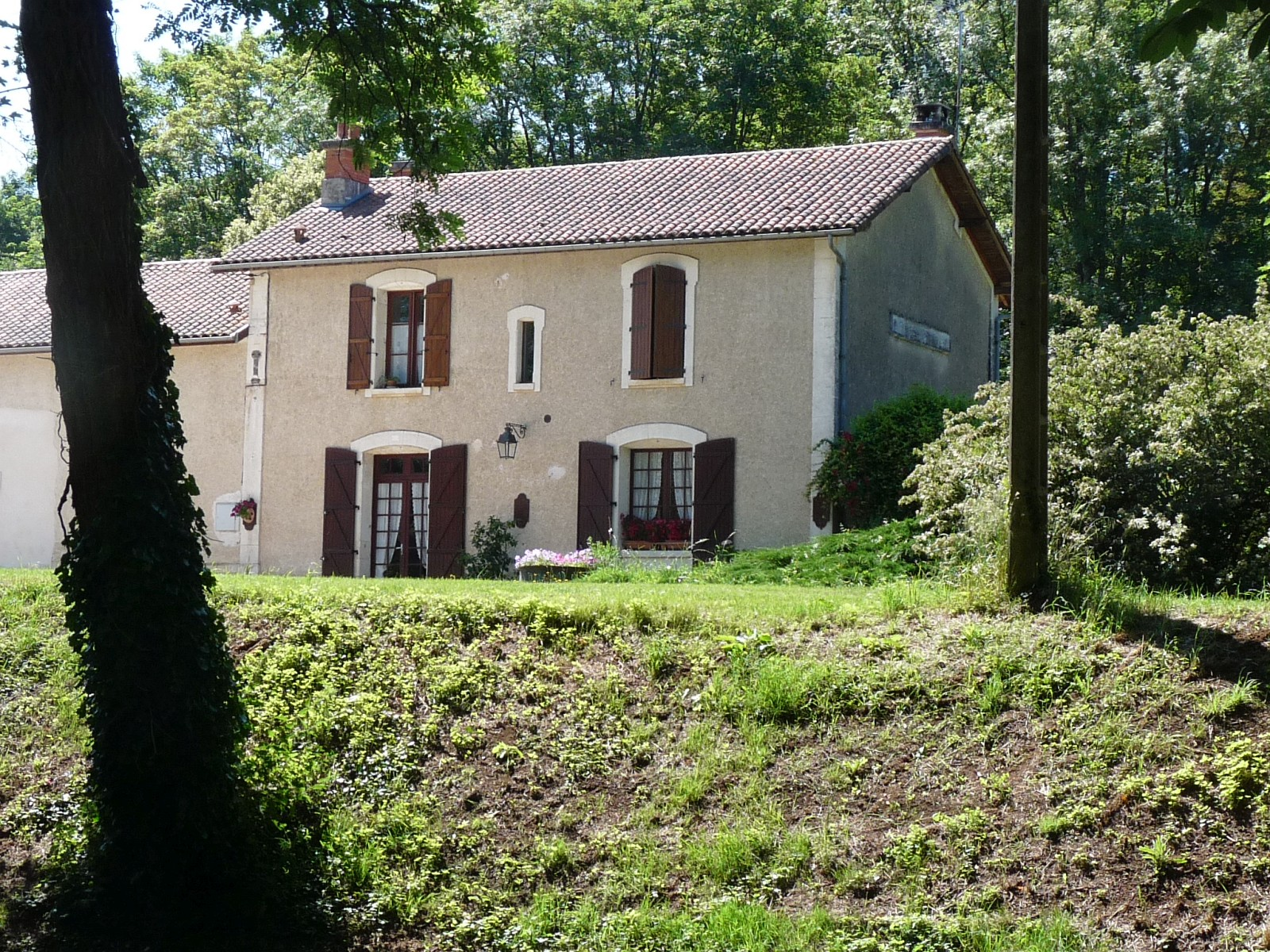
Ehemaliger Bahnhof Nanteuil-en-Vallée, Sommer 2015

Nachdem am 17. Juni 1892 für die Eisenbahngesellschaft Chemin de fer de Paris à Orléans (PO) die Konzession für diese Strecke erteilt worden war, erfolgte zum 11. Januar 1901 die Bestätigung, dass diese Strecke auch für den öffentlichen Personenverkehr zugelassen würde. Der Bau ging relativ schnell vonstatten. Es waren nur drei größere Brückenbauwerke zu errichten. Der kleine, gerade einmal 1500 Einwohner große Ort Roumazières-Loubert bekam ein Lokomotivdepot und eine Werkstatt, die für diese Strecke und die Bahnstrecke Limoges-Bénédictins–Angoulême zuständig war.
Am 9. Oktober 1911 konnte sie eröffnet werden, aber bereits zum 1. September 1938, dem Jahr der Übernahme durch die SNCF, wurde der Personenverkehr eingestellt. Auch der Güterverkehr erwies sich als unrentabel und wurde zum 6. August 1951 geschlossen. Bereits gut drei Jahre später, am 12. November 1954 wurde die Strecke entwidmet. Auf ganzer Länge wurden die Gleise entfernt. Heute erinnert kaum noch etwas an ihre Existenz.

### Sekundärbahnen
Sowohl in Champagne-Mouton (1913–1946) als auch in Roumazières-Loubert (1912–1946) gab es Anschluss an Meterspur-Sekundärbahnen mit Dampfantrieb. Sie fungierten nur wenige Jahrzehnte als ein lokales Transportmittel, bevor sich der Individualverkehr durchsetzte. Beide Strecken wurden von der Société générale des chemins de fer économiques (S.E.) geführt.